# Vàndals
|  | Aquest article tracta sobre un poble germànic. Vegeu-ne altres significats a «Vandalisme». |

Invasions bàrbares de l'Imperi Romà: les fletxes blaves representen les invasions vàndales

Els vàndals foren un poble del centre d'Europa, un dels pobles indoeuropeus de família germànica, que habitaven les regions riberenques de la mar Bàltica (en la zona de les actuals Alemanya i Polònia). A començaments del segle v, travessà la Gàl·lia i la península Ibèrica, s'instal·là breument a la vall del Guadalquivir, passà l'estret de Gibraltar i, comandat per Genseric, creà el Regne Vàndal al nord d'Àfrica, centrat a l'actual Tunísia, i que finalment fou destruït pels romans d'Orient el 534. Sembla que els silinges deixaren el seu nom a Silèsia, derivat de Silingia, i els vàndals en general el donaren a Andalusia (Vandalusia). Un ducat de la Pomerània portà antigament el nom de Vandàlia.

## Origen dels vàndals

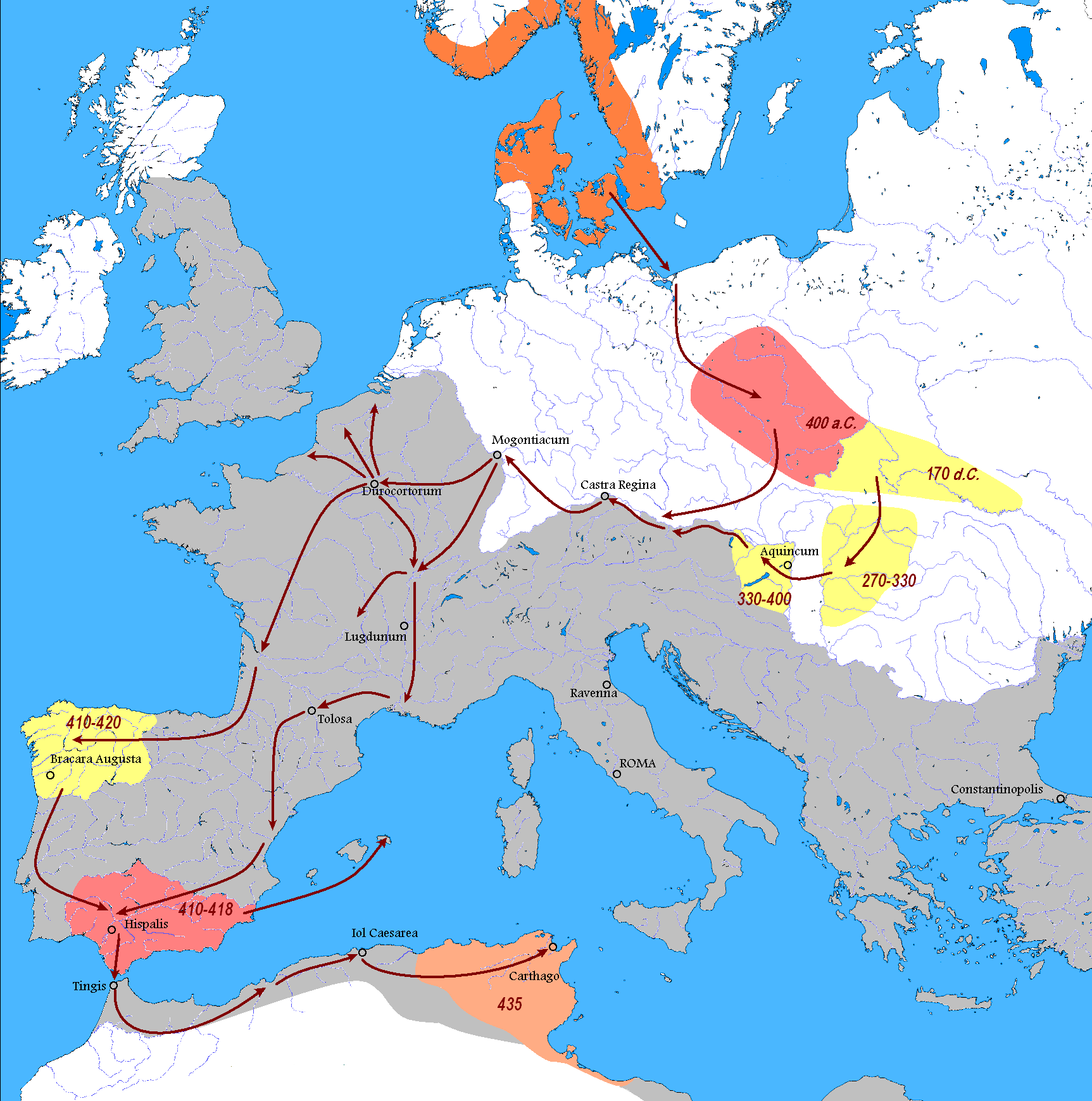
Migració del poble vàndal de l'any 400 aC al 430 dC.

Migracions dels bàrbars en 406

Els lugions o vàndals ocupaven el territori a l'oest del Vístula i tocant a l'Oder, fins al nord de Bohèmia. La paraula vàndal sembla tenir un doble significat: vol dir 'els que canvien' i 'els hàbils', mentre que el seu altre nom, lugis o lugions, també amb doble significat, vol dir 'mentiders' i 'confederats'. Sembla que, al principi, les tribus dels vandulis, o vandalis, i la dels lugis, juntament amb les dels silinges, omans, buris, varins, segurament anomenats també auarins, diduns, helvecons, aris o xarins, manimis (potser una denominació variant domans), elisis i naharvals, corresponien a petits grups d'origen similar. Tot i que no és clar que totes les citades en fossin del mateix origen, integraven una altra branca del grup dels hermions, una branca ocupada pels sueus i altres tribus, i es formà després un gran grup identificat generalment com lugions, el nom dels quals predominava per poder designar tots els pobles components, inclosos els vàndals. Més tard, vora el segle ii dC, va acabar dominant el nom de vàndals per al conjunt de pobles. També altres pobles d'origen celta entraren en l'agrupació dels lugions, com els osen o ossos i els cotins.
L'arribada dels gots els obligà a desplaçar-se al sud i assentar-se a les ribes de la mar Negra; foren, doncs, veïns i, a vegades, aliats dels gots.
Durant el segle i dC, les tribus del grup dels lugions o lugis (incloent-hi les tribus de la branca dels vàndals) estigueren en guerra freqüentment amb els sueus i els cuades, comptant ocasionalment amb l'aliança d'altres tribus, especialment els hermundurs. A mitjan segle, derrocaren un rei dels sueus, i el 84 dC sotmeteren temporalment els quads. Durant part d'aquest segle i el següent, es fusionaren les diverses tribus de lugions i esdevingueren un grup major conegut com a vàndals.
En temps de les guerres marcomanes, ja predomina la denominació de vàndals, i apareixen dividits en diversos grups: els silinges, els lacrings i els victòvals, aquests darrers governats pel llinatge dels Astings o Asdings o Hasdings, el nom dels quals evoca la seva llarga cabellera. Amb els longobards, els lacrings i victòvals o victofalis travessaren el Danubi vora el 167 i demanaren establir-se a Pannònia.
Els asdings o victòvals, dirigits per Rao i Rapte, traduïts com 'tub' i 'biga', no foren admesos a Pannònia (on s'havien establert els longobards i lacrings), per la qual cosa avançaren vers l'any 171 en direcció a la part mitjana dels Carpats durant les guerres marcòmanes i, d'acord amb els romans, s'instal·laren en la frontera nord de la Dàcia; més tard, s'apropiaren de la Dàcia occidental. Sembla que els vàndals quedaren dividits únicament en asdings (o victòvals) i silinges, i la tribu dels lacrings va desaparèixer barrejada entre ambdós grups i amb els longobards durant el segle iii.
A partir del 275, els asdings s'enfrontaren amb els gots per la possessió del Banat (abandonat per Roma), mentre que els silinges, segurament sota pressió dels gots, abandonaren els seus assentaments a Silèsia i emigraren amb els burgundis i acabaren establint-se a la zona del Main. Els seus atacs a Rètia foren rebutjats per Probe.
El rei asding Wisumarh o Wisumar va combatre contra els gots procedents de l'est comandats per Geberic, que atacaren els seus territoris. Wisumarh morí en lluita contra els gots i els integrants de les tribus de vàndals que no van voler sotmetre's als gots hagueren de passar a territori imperial, i s'establiren a Pannònia, on també s'establiren els quads. A principis del segle v, havien abandonat Pannònia, conjuntament amb els quads, i s'uniren als sueus i als alans i 31 de desembre de 406 es van aprofitar de la congelació del Rin i la retirada de les tropes romanes per lluitar a Itàlia per travessar el riu en massa: vàndals, sueus, alans i burgundis es van estendre creuant el riu i van trobar poca resistència en el saqueig de Moguntiacum i el saqueig de Treviris, envaint completament la Gàl·lia. En les primeres lluites de l'any 406, morí el rei Godegisel, pocs anys després els dos grups vàndals acabaren fusionats.

## Entrada a Hispània

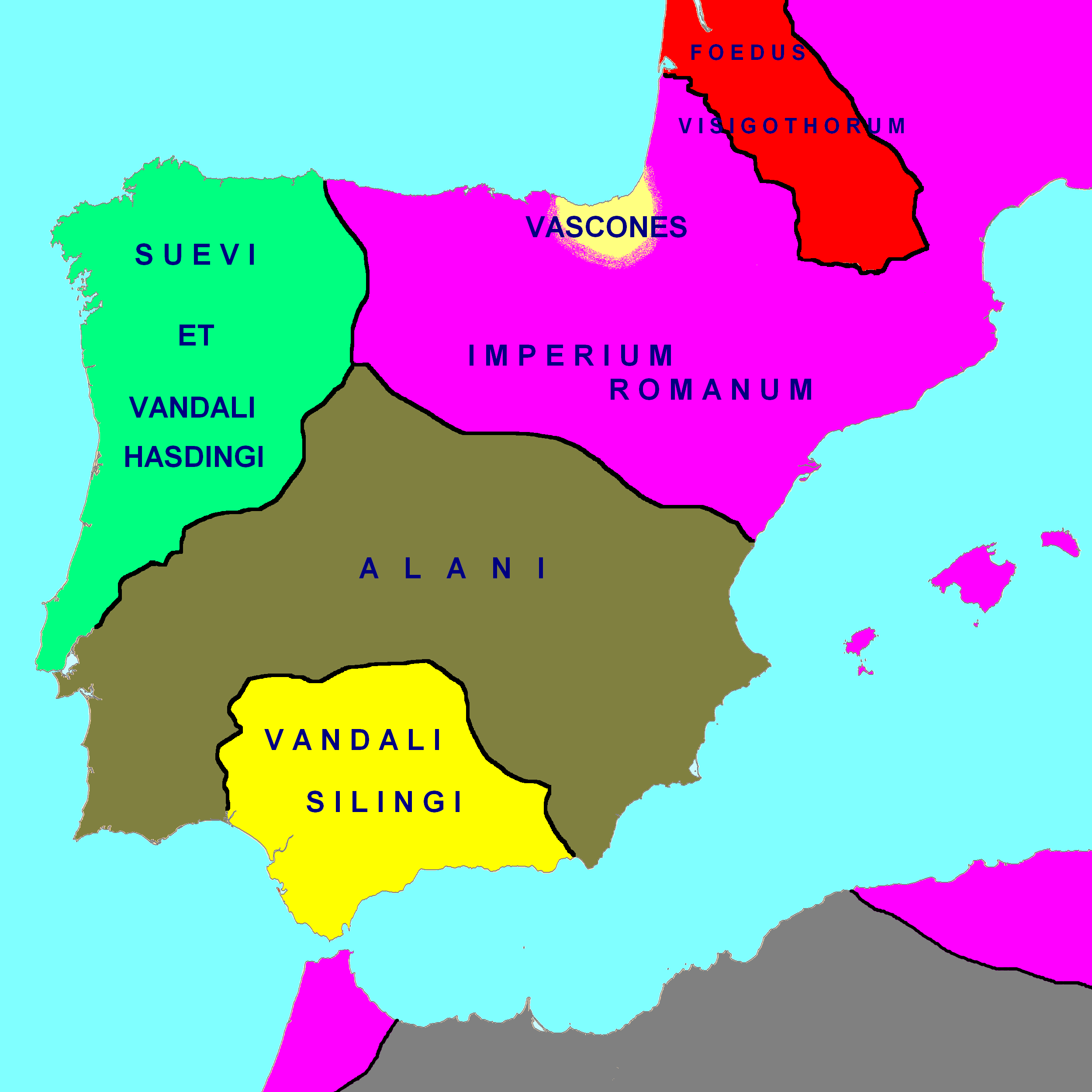
Els vàndals a Hispània, en el segle V

Els passos dels Pirineus eren defensats el 408 pels germans Didim i Verià, amb tropes reclutades entre els seus colons, esclaus i treballadors i pagades per ells mateixos, però es van haver d'enfrontar a les forces de Constantí, proclamat emperador a Britànnia i la Gàl·lia, dirigides pel fill de l'emperador, Constant, que després de ser nomenat cèsar pel seu pare, havia estat nomenat també august, i se li havia donat el govern d'Hispània. La petició d'ajuda dels dos germans no va poder ser atesa per l'emperador Honori, que es va limitar a enviar una carta encoratjant els defensors, i els dos germans foren derrotats i Constantí fou reconegut august per Honori. Constant va designar com a comandant de les forces que defensaven els passos pirinencs el general Geronci, però al cap de poc va voler destituir-lo, i Geronci no va tardar a revoltar-se i proclamar emperador el seu amic Màxim. Geronci va deixar els passos pirinencs, va derrotar Constant, a qui va executar, i va marxar contra Constantí a Arles, que fou assetjada, però fou derrotat quan Constantí va rebre reforços d'Honori i va fugir a Hispània (409), on es va suïcidar (Constantí i el seu fill Julià es van lliurar a les forces d'Honori dirigides per Constanci, i foren portats a Ravenna on foren assassinats el 411).
Les forces de Geronci, majoritàriament bàrbares, no van voler o no van poder evitar el pas a Hispània dels vàndals dirigits per Godigisclus, junt amb el qual anaven els alans i els sueus (vers la tardor del 409). Aquests darrers foren els primers a travessar pels passos occidentals i es van establir a Astúries i Galícia; els vàndals anaven dividits en dos grups, asdings i silinges; els primers, que van travessar pels Pirineus centrals, van anar cap a Saragossa i després es van dirigir vers Clúnia i es van establir a la regió de Salamanca; els alans (que foren el poble més nombrós dels que van travessar) es van establir al sud dels anteriors, a Lusitània; i els vàndals silinges es van establir a la Bètica. El territori dels vàndals asdinges, creuat pel Duero, fou ambicionat per alans i sueus, i aquests el van atacar i els asdinges es van desplaçar llavors cap al nord, a terres dels àsturs i nord de Galícia (414), mentre els alans ocupaven la Cartaginense (411-414). En aquest temps, la província Tarraconense reconeixia Màxim proclamat pel general Geronci a principis del 409, però també el reconeixien probablement les autoritats de les altres províncies on els vàndals i els altres pobles s'havien establert. En aquests anys, el país dels vascons es va fer independent de facto.

## La formació i l'apogeu del Regne Vàndal: el regnat de Genseric

El Regne Vàndal a l'any 455

El 428 els vàndals i els alans es van unir sota Genseric, que va traslladar tot el seu poble, uns 20.000 guerrers, a Tarifa i va creuar d'Hispània a Mauretània sense oposició, i arribant a Numídia on amb l'ajut dels amazics i de la secta dels donatistes, que havien estat sotmesos a persecució, van arraconar Bonifaci a Hippo Regius el 430, on va quedar assetjat resistint 14 mesos i finalment en 431 va intentar una batalla decisiva en la què els vàndals el van derrotar, aconseguint les millors zones agrícoles de l'imperi. Per fer-ho, aconseguiren vaixells amb els quals travessaren l'estret de Gibraltar i arribaren a Tànger i Ceuta. Després es desplaçaren cap a l'est, i aconseguiren, després d'alguns anys de lluita, el control de l'Àfrica romana i controlaren, doncs, les fonts de producció de la major regió de cereal del vell imperi, que a partir de llavors va haver de comprar el gra als vàndals, i suportar les seves ràtzies a la Mediterrània occidental, incloent-hi la ciutat de Roma i la derrota de la flota imperial de Majorià a Portus Illicitanus el 460. Per a fer-ho, comptaven amb el gran port de Cartago i amb la flota imperial que hi havien capturat. Sobre la base d'aquesta darrera, Genseric va aconseguir apoderar-se de bases marítimes de gran valor estratègic per controlar el comerç marítim de la Mediterrània occidental: les Illes Balears, Còrsega, Sardenya i Sicília.
El control vàndal del nord d'Àfrica duraria un xic més d'un segle i es caracteritzà per un progressiu debilitament militar de l'exèrcit vàndal, una gran incapacitat dels seus reis i aristocràcia cortesana per a trobar un modus vivendi acceptable amb els grups dirigents romans i per la progressiva vida a part d'amplis territoris de l'interior, més perifèrics i muntanyosos, on anaren consolidant-se embrions d'estats sota el lideratge de caps tribals amazics més o menys romanitzats i cristianitzats. La política de la monarquia vàndala fou fonamentalment defensiva contra tots els seus enemics, la mateixa noblesa bàrbara i l'aristocràcia provincial romana. Una feina de desatenció social i política que a la força hauria d'afectar les mateixes estructures administratives hereves de l'imperi, cosa que n'ocasionaria la ruïna definitiva. La causa d'aquesta ruïna no seria més que la mateixa base del poder dels reis vàndals, l'exèrcit, i les seves exigències.
Genseric (428-477), l'autèntic fundador del Regne Vàndal, en posà les bases de l'apogeu, però també les de la seva futura decadència. El zenit del seu regnat i del poder vàndal a l'Àfrica i la Mediterrània, el constituí la pau perpètua aconseguida amb Constantinoble a l'estiu del 476, en virtut de la qual es reconeixia la seva sobirania sobre les províncies nord-africanes, les Balears, Sicília, Còrsega i Sardenya. Tot i això, des dels primers moments de la invasió (429-430), Genseric va colpejar la important noblesa senatorial i aristocràcia urbana nord-africanes, així com els seus màxims representants en aquests moments, l'episcopat catòlic, procedint a nombroses confiscacions de propietats; lliurant alguns dels béns eclesiàstics a la rival Església donatista i a la nova Església arriana oficial. Tampoc va poder destruir les bases socials de l'Església catòlica, que es convertí així en un nucli de permanent oposició política i ideològica al poder vàndal. Respecte del seu mateix poble, Genseric el 442 realitzà una sanguinària purga en les files de la noblesa vandaloalana. A conseqüència d'això, aquesta noblesa pràcticament va deixar d'existir, i es destruí així el seu enfortiment, conseqüència de l'assentament i distribució de les terres. En el seu lloc, Genseric va tractar de posar en peus una noblesa de servei addicta a la seva persona i a la seva família. L'element important d'aquesta noblesa de servei seria el clergat arrià, afavorit amb importants donacions, i reclutat entre bàrbars i romans.
Amb l'objectiu d'eliminar possibles dissensions en el si de la seva família i llinatge per qüestió de successió reial, suprimint així també qualsevol paper de la noblesa, Genseric va crear un estrany sistema de successió, potser com a imitació dels que poguessin existir en els principats amazics, denominat seniorat o Tanistry, en virtut del qual la reialesa es transmetia primer entre germans per ordre d'edat i només després de la mort de l'últim d'aquests es passava a una segona generació. Els regnes dels successors de Genseric no feren més que accentuar les contradiccions internes de la monarquia, enmig d'un debilitament constant del poder central i la seva falta de substitució per una altra alternativa.

## La decadència del Regne Vàndal

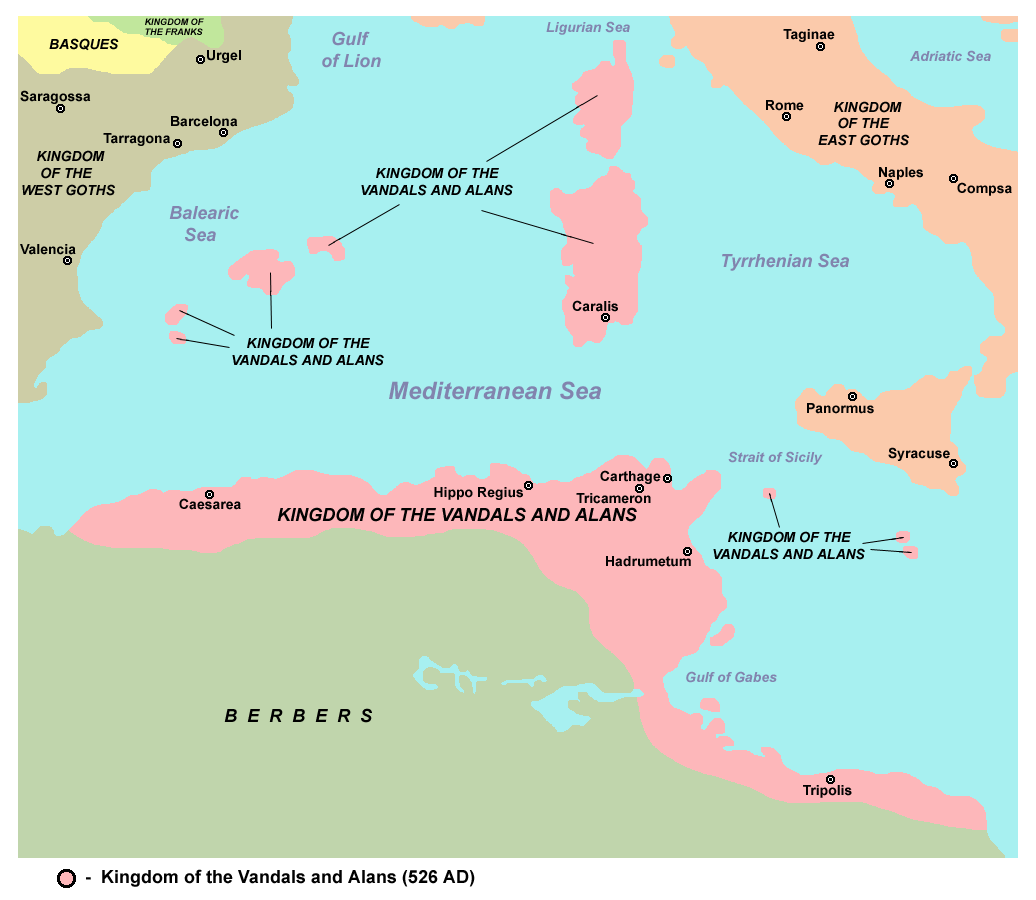
Màxima extensió del Regne Vàndal

El regnat del seu fill i successor Huneric (477-484) va suposar un pas més en l'intent d'enfortir el poder reial destruint tota jerarquia sociopolítica alternativa. El seu intent d'establir un sistema de successió patrilineal va xocar amb l'oposició de bona part de la noblesa de servei i de la seva mateixa família, amb el resultat de sagnants purgues. El fet que l'oposició cerqués suport en l'Església catòlica va suposar que Huneric, el 483, iniciés una activa política de repressió i persecució catòlica, que va culminar en la reunió, el febrer de 484, d'una conferència de bisbes arrians i catòlics a Cartago, en la qual el rei va ordenar la conversió forçosa a l'arrianisme. La mort d'Huneric al mig d'una gran època de fam testimonià el principi d'una crisi en el sistema fiscal del Regne Vàndal, que hauria de ser-li fatal.
Guntamund (484-525) inútilment tractaria de cercar bones relacions amb l'abans perseguida Església catòlica, en cerca del seu suport per impedir l'extensió del poder dels principats amazics, i com a legitimació del Regne Vàndal davant un Imperi Romà d'Orient que, amb la política religiosa de l'emperador Zenó, havia trencat amb el catolicisme occidental.
Amb tot, el regnat del seu germà i successor Trasamund (496-523) seria una síntesi dels seus dos precedents, clar símptoma del fracàs d'ambdós. Mancat de suports interns, Trasamund cercaria sobretot aliances externes amb l'Imperi Romà d'Orient i el poderós Teodoric, casant-se amb la seva germana Amalafrida.
La crisi política del final del regnat de l'ostrogod incità el seu successor i nebot Hilderic (523-530) a cercar a tot preu el suport de l'emperador Justinià, per la qual cosa va intentar fer les paus amb l'Església catòlica africana, a la qual va restituir les possessions, política que no deixà de crear descontents entre la noblesa de servei. Aprofitant una derrota militar davant grups amazics, aquesta oposició va aconseguir destronar-lo, assassinar-lo i nomenar en el seu lloc un dels seus, Gelimer (530-534). L'intent de crear una segona monarquia vàndala no tenia un futur gens clar. Sense suports i afeblit militarment, el Regne Vàndal va caure davant la força expedicionària romana d'Orient de només 15.000 soldats comandada per Belisari durant la Guerra Vandàlica.

## Governants del Regne Vàndal a l'Àfrica
- Genseric (428-477)
- Huneric (477-484)
- Guntamund (484-496)
- Trasamund (496-523)
- Hilderic (523-530)
- Gelimer (530-534)

## Extinció de l'ètnia
En passar el territori sota control romà d'Orient, els vàndals en foren expulsats, i es dispersaren entre altres zones del nord d'Àfrica, els regnes gòtics i el servei militar a l'Imperi Romà d'Orient; progressivament assimilats pels pobles respectius (amazics, gots, grecs, etc.), desaparegueren com a ètnia individualitzada.
Llur llengua, extingida en aquest procés, ha deixat poques mostres, de les quals es dedueix una segura filiació germànica oriental i una probable proximitat al gòtic.